# Nguyễn Văn Khiêm
Nguyễn Văn Khiêm (1924–2023) có bí danh Sáu Trí hay Nguyễn Đức Trí là Thiếu tướng tình báo của Quân đội nhân dân Việt Nam, ông từng là Chuyên viên Tổng cục II, Bộ Quốc phòng, Cụm trưởng Cụm Tình báo A20.

## Tiểu sử
Nguyễn Văn Khiêm sinh ngày 6 tháng 6 năm 1924 tại Bình Luông Đông, huyện Gò Công Đông, tỉnh Tiền Giang. Ông có ông nội ông từng làm quan triều Nguyễn, bố là đảng viên An Nam Cộng sản Đảng. Sau khi có bằng Thành chung, ông bắt đầu tham gia cách mạng.
Năm 1946, Nguyễn Văn Khiêm lập gia đình và có 8 người con với bà Nguyễn Thị Minh, một người bạn từ thuở nhỏ.

## Sự nghiệp

### Kháng chiến chống Pháp
Năm 1945, Nguyễn Văn Khiêm là thành viên Đội Thanh niên Tiền phong tham gi cướp chính quyền tại địa phương. Sau Cách mạng tháng 8, ông là nhân viên tuyên truyền tại Sài Gòn, Chợ Lớn. Nguyễn Văn Khiêm sau đó gia nhập tiểu đoàn bộ binh Ba Dương ở Tam Kỳ, trong đợt hành quân đến thị xã Tuy Hòa, ông được triệu tập lên Ban tình báo Ủy ban kháng chiến miền Nam và được học khóa bồi dưỡng nghiệp vụ tình báo đầu tiên tại Ngân Sơn. Tháng 10 năm 1946, ông trở lại Miền nam bắt đầu làm cán bộ tình báo và huấn luyện của Ủy ban kháng chiến miền Nam Việt Nam, từ năm 1949, ông giữ chức vụ Phó phòng rồi Trưởng ban Quân báo Khu 7 cho đến khi sáp nhập với Phòng Quân báo Nam Bộ do Hoàng Minh Đạo phụ trách. Từ năm 1952 ông làm Trưởng ban Tổng kết, Trưởng ban Quân báo Sài Gòn-Chợ Lớn. Trong thời kỳ này Nguyễn Văn Khiêm sử dụng tên giả là Phạm Duy Hoàng.

### Kháng chiến chống Mỹ
Năm 1953, Ban nghiên cứu Xứ ủy ra đời, Nguyễn Văn Khiêm được Thường vụ Đặc khu ủy Phan Kiệm lựa chọn vào nhiệm vụ mới, ông được Mười Cúc (Nguyễn Văn Linh) giao nhiệm vụ nằm vùng trong lòng địch. Sau Hiệp định Genève năm 1954, ông tiếp tục ở trong hàng ngũ Nha Công an của Việt Nam Cộng hòa với tên gọi mới là Nguyễn Đức Trí.
Năm 1962, ông bị lộ. Từ tháng 1 năm 1963 đến tháng 8 năm 1965, ông được Phòng Tình báo miền (J22) bổ nhiệm làm Cụm trưởng Cụm Tình báo A20. Tháng 11 năm 1965, ông được rút về làm Phó Phòng Quân báo Bộ Tổng Tham mưu miền (B2) thuộc J22. Về sau, ông được cử giữ chức Trưởng Phòng J22. Từ năm 1968 ông giữ chứ Phó phòng rồi Trưởng phòng Quân báo rồi Trưởng phòng Tình báo của Bộ Tham mưu miền.
Tháng 11 năm 1973, Nguyễn Văn Khiêm có mặt trong nhóm 20 sĩ quan cấp tá được chọn tập kết ra Bắc học tập, chuẩn bị cho các chiến dịch lớn. Thượng tá Nguyễn Văn Khiêm và trung tá Nguyễn Văn Tàu là hai thành viên của J22 được cử đi đợt này.

### Chiến dịch Hồ Chí Minh
Sau hơn 1 năm học bổ túc quân sự cao cấp tại Học viện Quân sự, tháng 3 năm 1975, ông nhận lệnh trở lại miền nam từ Thượng tướng - Phó Tổng Tham mưu trưởng Hoàng Văn Thái. Tháng 4 năm 1975, Nguyễn Văn Khiêm được bổ nhiệm làm Phó trưởng Đoàn 22, Bộ Tham mưu miền. Từ ngày 19 thang 4 năm 1975, ông nhận nhiệm vụ nắm tình hình và trực tiếp tham gia Chiến dịch Hồ Chí Minh. Thông qua em họ là điệp viên Ba Lễ (Nguyễn Văn Lễ) của Cụm Tình báo A20, Nguyễn Văn Khiêm tiếp cận Đại tá Lộc - một nội gián của Quân Giải phóng trong hàng ngũ nha Cảnh sát của Việt Nam Cộng hòa. Nguyễn Văn Khiêm chỉ thị cho Đại tá Lộc điều động Liên đoàn 316 sao không để lính Cộng hòa cản trở bước tiến của Quân Giải phóng.
Ngày 30 tháng 4 năm 1975, với danh tính là Đại tá Sáu Trí, sĩ quan của Bộ Tham mưu B2, Nguyễn Văn Khiêm có mặt tại Dinh Độc Lập kịp thời khuyên can khi nhóm Quân Giải phóng muốn bắt nội các chính phủ Việt Nam cộng hòa làm tù binh.

### Cuối đời
Từ sau năm 1975, Nguyễn Văn Khiêm ông được cử làm Trưởng phòng 76, sau đó là phụ trách Đoàn 1752, Cục Nghiên cứu, Bộ Tổng Tham mưu và đi học tại Trường Nguyễn Ái Quốc. Từ tháng 7 năm 1982 đến tháng 2 năm 1988, ông là chuyên viên Tổng cục II. Nguyễn Văn Khiêm được phong quân hàm Thiếu tướng vào năm 1990 và nghỉ hưu từ năm 1998.
Nguyễn Văn Khiêm qua đời ngày 27 tháng 9 năm 2023 tại nhà riêng ở quận Bình Thạnh, Thành phố Hồ Chí Minh và được an táng tại Phúc An Viên, Thành phố Thủ Đức.

## Vinh danh

### Khen thưởng[2]
- Huy hiệu 75 năm tuổi Đảng
- Huy chương Quân kỳ Quyết thắng
- Huân chương Độc lập hạng Nhì
- Huân chương Chiến công hạng Ba
- Huân chương Quân công hạng Nhì
- Huân chương Chiến thắng hạng Nhất
- Huân chương Kháng chiến chống Mỹ - cứu nước hạng Nhất
- Huân chương Chiến sĩ giải phóng hạng Nhất, Nhì, Ba
- Huân chương Chiến sĩ vẻ vang hạng Nhất, Nhì, Ba

### Trong văn hóa
Hình tượng của ông được diễn viên Võ Hoàng Minh thể hiện trong 3 tập của bộ phim truyền hình năm 2008, Con đường sáng, bộ phim tiểu sử về tướng tình báo Hoàng Minh Đạo.

## Tác phẩm
Năm 2024, nhật ký của Nguyễn Văn Khiêm được phát hành thành sách với tựa đề "Cuộc đời tướng tình báo Sáu Trí" do Nhà xuất bản Hồng Đức in ấn và Công ty cổ phần Văn hóa Văn Lang phát hành.